# Congost de Mont-rebei
El congost de Mont-rebei és un paratge que forma part de la Reserva Natural Parcial de la Noguera Ribagorçana-Mont Rebei. Es troba localitzat al límit entre l'Aragó i Catalunya. A l'oest, es troba la Baixa Ribagorça (Franja) i a l'est el Pallars Jussà i la Noguera (Catalunya). Està constituït a la part més estreta per on el riu Noguera Ribagorçana travessa la serra del Montsec.
Pel costat sud-oriental, pertany al terme municipal d'Àger, de la Noguera; pel nord-oriental, al de Sant Esteve de la Sarga, del Pallars Jussà. Pel costat occidental, és del terme municipal de Viacamp i Lliterà, de la Baixa Ribagorça.
Es tracta d'un indret d'indubtable valor ecològic per la fauna salvatge que alberga, entre la qual cal destacar les aus rapinyaires, i per la bellesa del seu paisatge agrest. Té un gran atractiu per a escaladors i espeleòlegs, ja que s'hi troben excel·lents parets i alguna cova com la Colomera. El manteniment de la reserva és a càrrec de la Fundació Catalunya-La Pedrera.

## Accès
S'hi pot arribar en carretera des del pont de Montanyana i de Sant Esteve de la Sarga al nord, i des d'Àger al sud. Existeix un aparcament públic no vigilat situat a la planúria constituïda per la riba oriental, tot just al nord del congost. Hi ha una barraca d'informació i a l'estiu s'hi fan xerrades didàctiques.
A la banda aragonesa, dominen la riba dreta del riu, al nord del congost, la torre del castell de Girbeta i dues esglésies romàniques: Nostra Senyora del Congost i Nostra Senyora del Congost Vella, aquesta en ruïnes.
A la banda catalana, el pas pel congost es fa íntegrament per un camí excavat en la roca, i en alguns punts per túnel. Cal recordar que aquest camí se situa a gran altitud i no disposa de barana, per la qual cosa no és recomanable per als nens o per als qui pateixen vertigen. Al sud, el camí guanya altitud i recorre les faldes de la muntanya fins a albirar l'embassament.
El congost de Mont-rebei constitueix, sense cap mena de dubte, un dels espais naturals més singulars dels Prepirineus, tant des del punt de vista paisatgístic, en ser l'únic gran congost lliure d'infraestructures, com per la seva gran biodiversitat.

## Flora
La flora i la vegetació es divideixen en dues grans subzonacions: la vegetació mediterrània del vessant sud, on les protagonistes són les carrasques, les garrigues, les brolles i els prats secs, i la vegetació eurosiberiana del vessant nord, habitada per rouredes. Hi destaquen diverses espècies endèmiques, com l'excepcional Petrocoptis montsicciana, així com altres espècies rupícoles com la corona de rei (Saxifraga longifolia) o l'orella d'os (Ramonda myconi). També hi ha espècies relictuals, supervivents d'altres èpoques, com el faig (Fagus sylvatica), o també espècies que hi habiten gràcies als substrats i el microclima especials del congost, com l'alzina litoral.

## Fauna
Hi habiten diverses espècies faunístiques interessants. Dins el grup dels ocells, abunden els grans ocells rapinyaires propis dels cingles: el trencalòs (Gypaetus barbatus), l'aufrany (Neophron percnopterus), el voltor comú (Gyps fulvus), l'àguila daurada (Aquila chrysaetos), el falcó pelegrí (Falco peregrinus), així com la gralla de bec groc (Pyrrhocorax pyrrhocorax) i bec vermell (Pyrrhocorax graculus) i el pela-roques (Tichodroma muraria). Entre els mamífers, hi ha la llúdria comuna (Lutra lutra), el gat salvatge (Felis silvestris), la marta (Martes martes), el cabirol (Capreolus capreolus), el talp (Talpa europaea) i nombroses espècies de ratpenats.

## Jaciment paleontològic
El jaciment és descobert per la paleontòloga Cheyenn Rotgers la campanya de prospecció de 2005 de l'Institut Català de Paleontologia Miquel Crusafont (ICP), que localitza icnites tridàctiles d'hadrosaure, motllos i contra-motllos o hiporelleus, i diverses restes òssies de dinosaures. En l'any 2016 l'ICP realitza una nova campanya de prospecció amb el resultat de noves troballes d'icnites i restes òssies de dinosaures que confirmen el potencial paleontològic anunciat en la Memòria de la intervenció de 2005.